# 高宮站 (福岡縣)

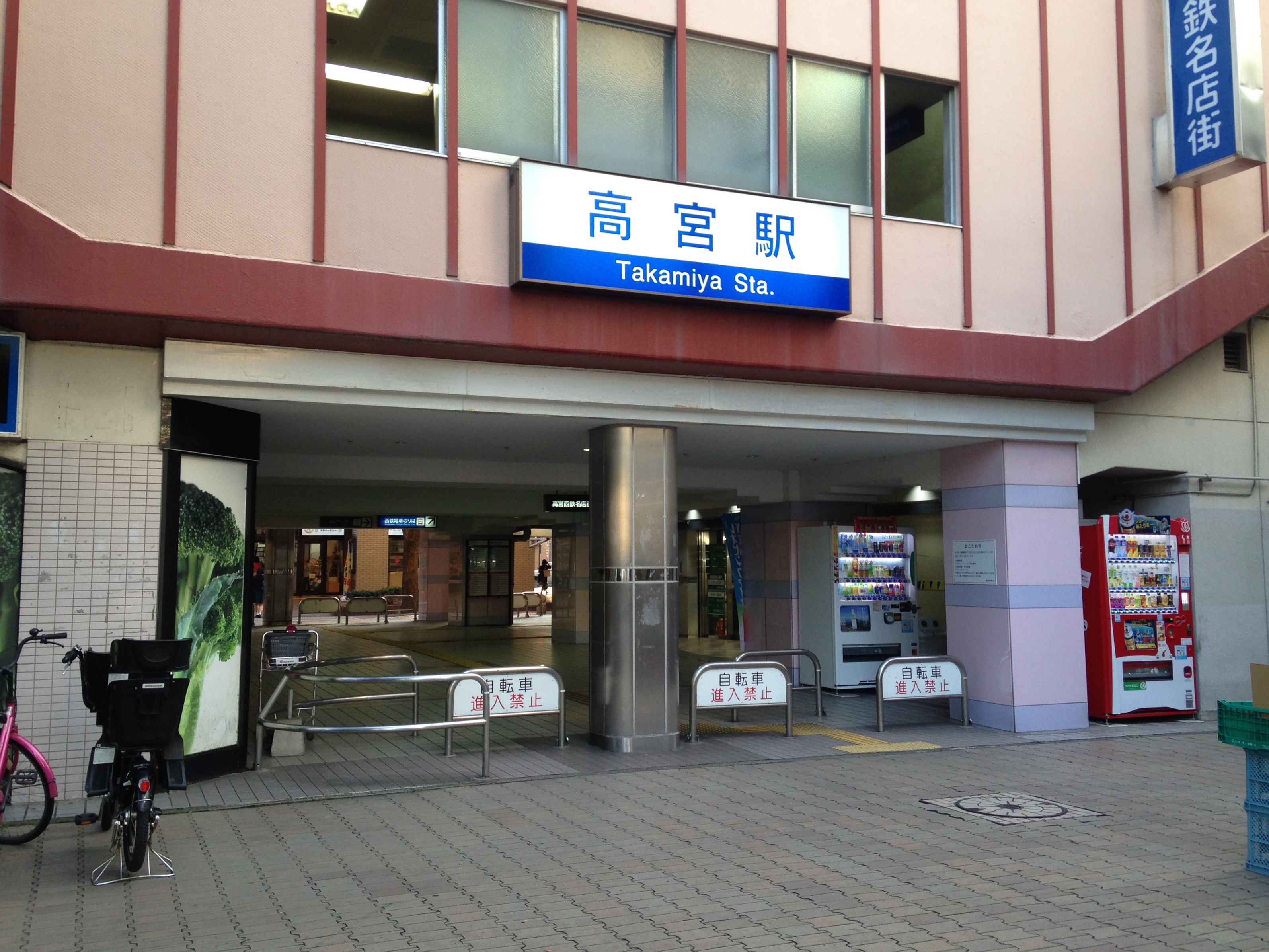
東出口（2016年10月18日）

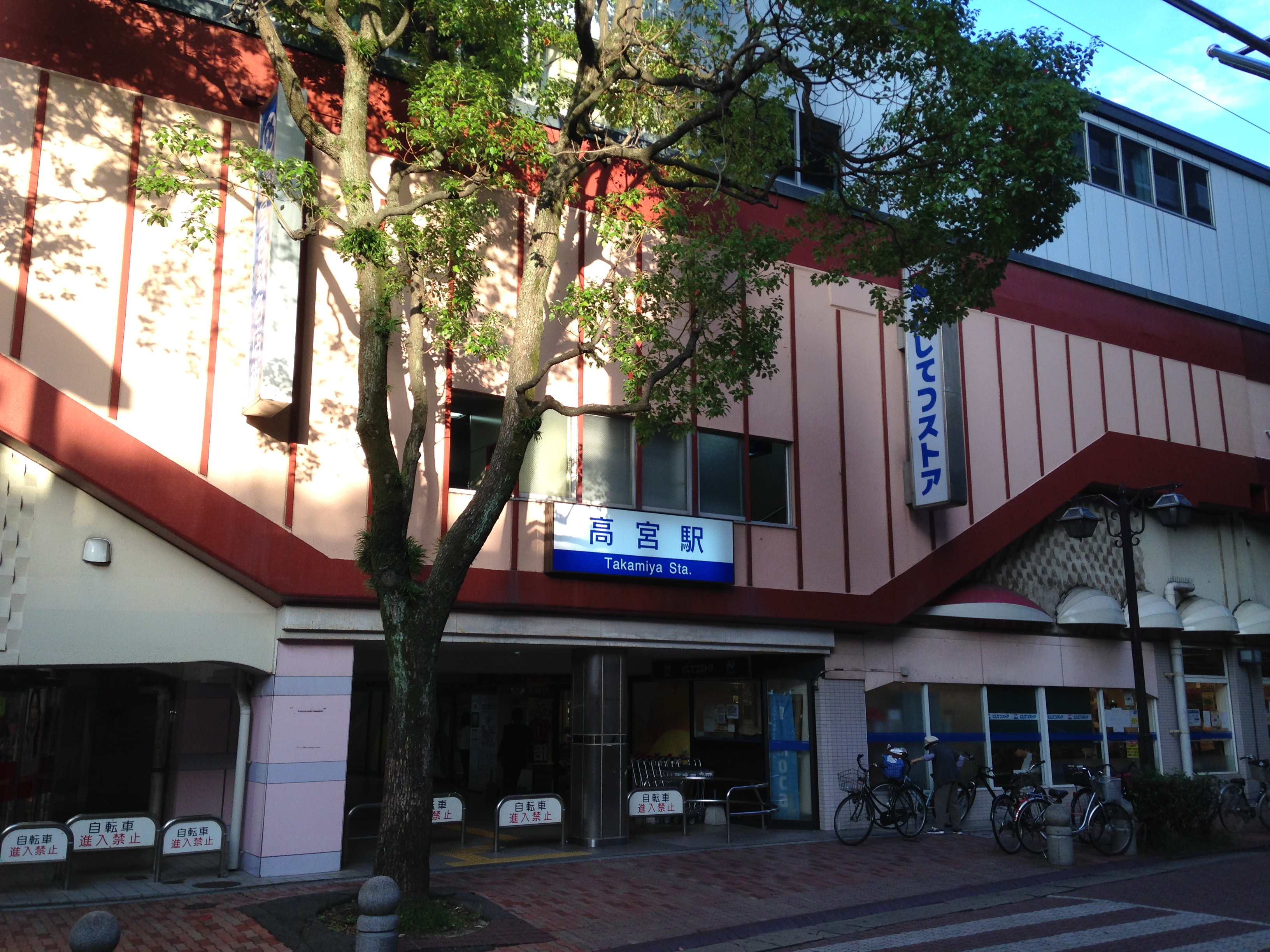
西出口（2016年10月18日）

高宮站（日语：／ Takamiya eki */?）是位於福岡縣福岡市南區大楠三丁目，西日本鐵道（西鐵）的天神大牟田線車站。車站編號為T04。

## 歷史
- 1924年（大正13年）4月12日 - 九州鐵道開通，此站啟用。
- 1967年（昭和42年）9月 - 月台跨線橋啟用。
- 1978年（昭和53年）3月3日 - 西鐵平尾至大橋之間高架化，此站成為高架車站。
- 2005年（平成17年）12月21日 - 設置升降機。
- 2008年（平成20年）5月18日 - 此站開始可以使用IC卡nimoca。
- 2017年（平成29年）2月1日 - 此站引入車站編號[1]。

## 車站構造
車站是一座高架車站，設有2面2線的相對式月台。此站設有自動閘機和自動售票機。1樓設有高宮西鐵名店街和西鐵商店。

### 月台
| 月台 | 路線          | 上下行 | 方向                       |
| ---- | ------------- | ------ | -------------------------- |
| 1    | ●天神大牟田線 | 下行   | 久留米、大牟田、太宰府方向 |
| 2    | ●天神大牟田線 | 上行   | 福岡（天神）方向           |

## 使用狀況
在2019年度，1日平均上下車人次為21,252人。在西鐵車站中排名第7位。
以下為各年度1日平均乘車和上下車人次列表。當中近期的使用人次有所增加，在2019年度追過特急停車站西鐵二日市站。
| 年度   | 1日平均 乘車人次 | 1日平均 上下車人次 |
| ------ | ---------------- | ------------------ |
| 1996年 | 11,847           | 23,589             |
| 1997年 | 11,688           | 23,197             |
| 1998年 | 11,288           | 22,408             |
| 1999年 | 11,172           | 21,954             |
| 2000年 | 10,789           | 21,425             |
| 2001年 | 10,671           | 20,978             |
| 2002年 | 10,367           | 20,400             |
| 2003年 | 10,276           | 20,251             |
| 2004年 | 9,825            | 19,551             |
| 2005年 | 9,690            | 19,200             |
| 2006年 | 9,715            | 19,367             |
| 2007年 | 9,500            | 18,990             |
| 2008年 | 9,367            | 18,749             |
| 2009年 | 9,205            | 18,490             |
| 2010年 | 9,195            | 18,472             |
| 2011年 | 9,074            | 18,251             |
| 2012年 | 9,066            | 18,224             |
| 2013年 | 9,337            | 18,769             |
| 2014年 | 9,312            | 18,695             |
| 2015年 | 9,751            | 19,639             |
| 2016年 | 9,901            | 19,837             |
| 2017年 | 10,137           | 20,297             |
| 2018年 | 10,427           | 20,951             |
| 2019年 |                  | 21,252             |

## 車站周邊
車站位於南區的北部，周邊設有高密度住宅和商店。都築学園集團的高校、大學生會使用此站。站前設有{{Translink|ja|福岡県道31号福岡筑紫野線|福岡縣道31號福岡筑紫野線|縣道31號]]（通稱：高宮通），該縣道與大牟田線並行。
- 福岡市男女共同參劃推進中心（舊・福岡市女性中心） - 站前
- 福岡市立障害者支援中心 - 東北方約600米
- BON REPAS（日语：ボンラパス） - 站前
- 第一藥科大學 - 東南方約500米
- 福岡第一高等學校 - 東南方約300米
- 第一藥科大學付屬高等學校（日语：第一薬科大学付属高等学校） - 東南方約400米
- 福岡紅十字醫院（日语：福岡赤十字病院） - 北方約500米
- 福岡金平糖博物館（日语：コンペイトウミュージアム） - 東北方約600米
- 高宮學院・高等部（精華學園高等學校 福岡中央校）
- 福岡市立春吉中學（日语：福岡市立春吉中学校） - 東南方約600米
- 福岡市立高宮中學（日语：福岡市立高宮中学校） - 北方約700米
- 福岡市立大楠小學（日语：福岡市立大楠小学校） - 北方約600米
- 福岡市立玉川小學（日语：福岡市立玉川小学校） - 東南方約650米

## 巴士路線
西出口設有西鐵巴士西鐵高宮站巴士站，東出口設元西鐵高宮站東出口巴士站。截至2018年3月17日，設有以下巴士路線停靠。路線詳情參見西日本鐵道檜原汽車營業所、西日本鐵道柏原汽車營業所、西日本鐵道那珂川汽車營業所。
西鐵高宮站巴士站
- 藥院站、博多站、中央埠頭方向（路線號：50）
- 天神、縣廳（日语：福岡県庁舎）方向（路線號：51・52・52-1）
- 駕駛執照考試中心（日语：福岡自動車運転免許試験場）、檜原方向（路線號：50）
- 駕駛執照考試中心、柏原方向（路線號：51）
- 長住（日语：長住）、檜原方向（路線號：52・52-1）

西鐵高宮站東出口巴士站　2018年3月17日起開始使用
- 那珂川營業所、老司團地方向
- 若久團地方向（路線號：61）
- 柏陵高校（日语：福岡県立柏陵高等学校）、柏原營業所方向（路線號：51・52）※早上停靠
- 長丘（日语：長丘）、大池、多賀、下長尾方向（循環巴士）

## 相鄰車站
西日本鐵道
■天神大牟田線
■特急、■急行
通過
■普通
西鐵平尾（T03）－高宮（T04）－大橋（T05）

## 注腳
1. ↑   (PDF). 西日本鐵道. 2017-01-24  [2017年3月20日]. （原始内容存档 (PDF)于2020-07-28） （日语）.
2. ↑  . 西日本鉄道株式会社.   [2021-01-14]. （原始内容存档于2021-01-29） （日语）.
3. ↑  福岡市統計書 （運輸・通信） 私鐵各站上下車人次

## 外部連結
- 高宮站（西鐵沿線web） （页面存档备份，存于）（日語）